# 이우연
이우연(2003년 1월 22일 ~ )는 대한민국의 축구 선수로, 포지션은 센터백이다. 현재 K리그1 전북 현대 모터스 소속이다.